# Austro-Węgry
Austro-Węgry (niem. Österreich-Ungarn), także monarchia austro-węgierska (niem. Österreichisch-Ungarische Monarchie, węg. Osztrák-Magyar Monarchia) – historyczne państwo związkowe w Europie Środkowej. Austro-Węgry były wielonarodową monarchią konstytucyjną. Istniały 51 lat, od 1867 do rozpadu w październiku 1918 w konsekwencji I wojny światowej.

## Struktura Austro-Węgier

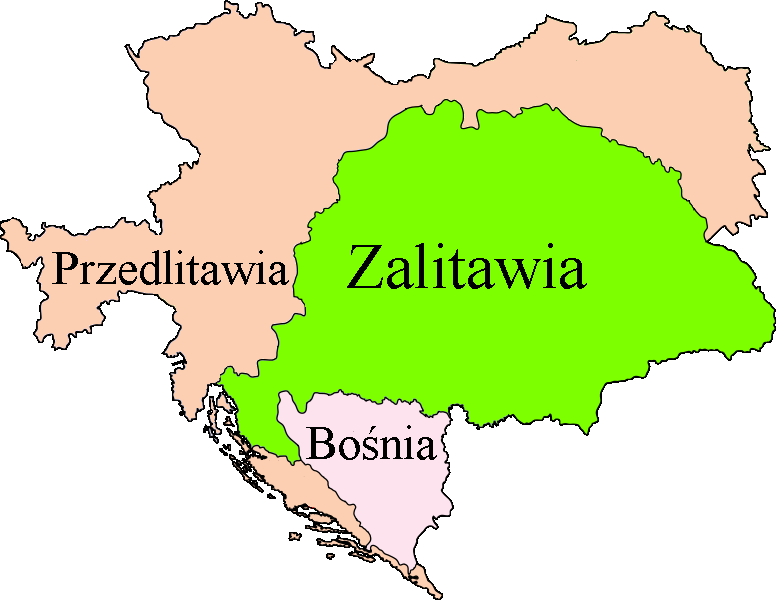
Przedlitawia i Zalitawia

Podział administracyjny Austro-Węgier

W wyniku ugody austriacko-węgierskiej z 1867 roku powołano państwo związkowe powstałe z przekształcenia Cesarstwa Austriackiego w dualistyczną monarchię, składającą się z dwóch części połączonych unią realną pod berłem cesarskiej dynastii Habsburgów, a także unią wojskową, monetarną i celną:
- Część „austriacka” – tzw. Przedlitawia, oficjalna nazwa: Królestwa i kraje reprezentowane w Radzie Państwa,

Część austriacka składała się z siedemnastu krajów koronnych, ale nie była państwem związkowym, lecz unitarnym (kraje koronne nie były krajami związkowymi).
- Część „węgierska” – tzw. Zalitawia, oficjalna nazwa: Kraje Korony Świętego Stefana.

Część węgierska formalnie była unią Królestwa Węgier i Królestwa Chorwacji, ale w praktyce samodzielność Chorwacji była ograniczona. Między obiema częściami Monarchii Austro-Węgierskiej zagwarantowany był swobodny przepływ ludzi i kapitału. Posiadały jednak oddzielne parlamenty, sądownictwo, rządy i ustroje prawne.
W 1908 do Austro-Węgier została oficjalnie włączona Bośnia i Hercegowina (do tej pory, od 1878 roku, była przez Austro-Węgry tylko okupowana), która została wspólnym krajem koronnym, stając się Kondominium Bośni i Hercegowiny.
Dla zarządu wspólnymi sprawami powołano odpowiednie ministerstwa (spraw zagranicznych, wojny i finansów), zależne bezpośrednio od monarchy. Jedynie te trzy ministerstwa były wspólne i urzędy i instytucje im podległe poprzedzane były skrótem: „k. u k.” od Kaiserlich und königlich (pol. c. i k., cesarski i królewski), natomiast instytucje austriackie były poprzedzane skrótem „k.k.” (pol. c.k., cesarsko-królewski).
Ponieważ nie było wspólnego parlamentu austriacko-węgierskiego, władzę ustawodawczą, czyli w praktyce uchwalanie budżetu na cele wspólne, pełniły tak zwane delegacje obydwu parlamentów, obradujące na przemian w Wiedniu i w Budapeszcie.

## Ustrój i administracja
Ustrój monarchii austro-węgierskiej opierał się na trzech aktach prawnych:
- ugodzie austriacko-węgierskiej, zawartej na lat dziesięć i kolejno odnawialnej,
- konstytucji austriackiej, przyjętej z końcem 1867 roku,
- konstytucji węgierskiej z 1848 roku, uchylonej w roku 1851 i przywróconej w roku 1867.

Ustrój Austrii, czyli Przedlitawii (łącznie z Galicją) opierał się na konstytucji z 21 grudnia 1867. Nie była ona aktem jednolitym, gdyż składała się z pięciu ustaw:
- ustawy o reprezentacji państwa,
- ustawy o pełnieniu władzy rządowej i wykonawczej,
- ustawy o władzy sędziowskiej,
- ustawy o powszechnych prawach obywateli,
- ustawy o Trybunale Państwa.

Zachowały też moc prawną wcześniejsze, oktrojowane akty konstytucyjne, to jest Dyplom październikowy i Patent lutowy.
W 1870 r. w monarchii było 80 tys. urzędników, w 1880 – 100 tysięcy, a w 1910 – ponad 400 tysięcy. Na obszarze całych Austro-Węgier funkcjonowało 20 ciał przedstawicielskich, w których zasiadali przedstawiciele 11 narodowości i 27 partii. Najpowszechniej używany był język niemiecki, jednakże nigdy nie został językiem państwowym. Nie rozumiała go znaczna część policjantów, wielu posłów i niejeden namiestnik cesarski. Dwujęzyczni byli z reguły urzędnicy, choć w Czechach panowała nieprzezwyciężalna awersja Niemców do języka czeskiego. Urzędnicy, którym fachowości nie odmawiano, byli odporni na naciski polityczne, zachowywali niezależność, mieli wysokie poczucie ważności i godności swego zawodu oraz służyli prawu, które dobrze znali.

Administracja była dość sprawna i przeważnie bezstronna. Sądy spełniały swoje czynności prawie bez zarzutu. Prawa obywatelskie były szanowane, samorządy uznawane. Mimo że wielu urzędników pozwalało sobie na publiczną krytykę rządu – nikt ich nie pociągał za to do odpowiedzialności, nie szykanował, nie niszczył, a nawet nie przenosił

## Flaga
Ze względu na specyficzną formę państwowości Austro-Węgry nie posiadały jednej oficjalnej flagi państwowej. W praktyce, w zależności od sytuacji do reprezentowania wspólnego państwa stosowano różne flagi. Najczęściej wykorzystywano w tym celu flagę czarno-żółtą (rodu Habsburgów i Cesarstwa Austrii) oraz czerwono-biało-zieloną (Królestwa Węgier).

## Historia

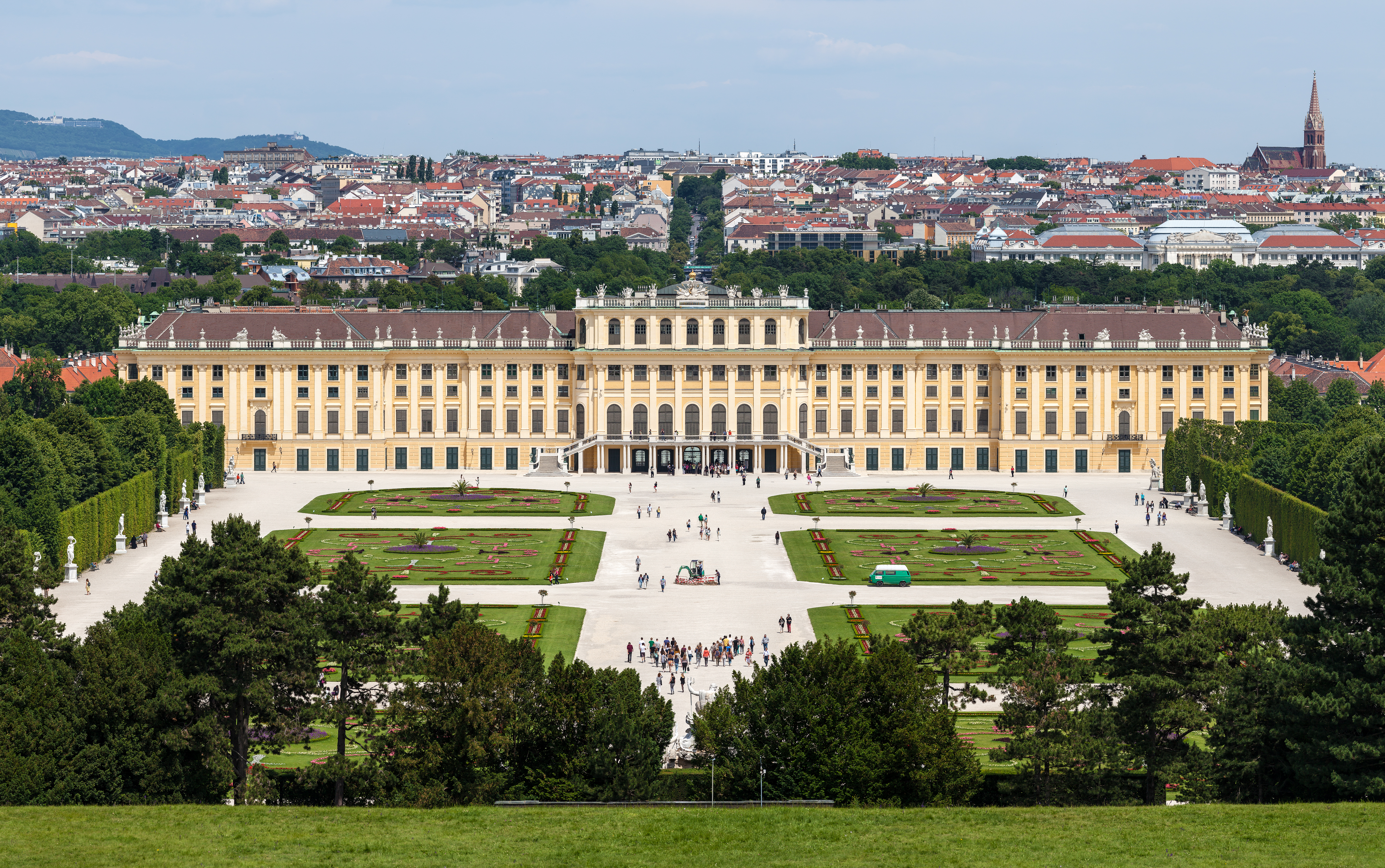
Pałac Schönbrunn

U podstaw powstania CK Monarchii, jak często określane są Austro-Węgry, leży tak zwany Kompromis (Ausgleich) z lutego 1867, który zapoczątkował istnienie dualistycznej monarchii parlamentarnej w miejsce absolutystycznego Cesarstwa Austriackiego (1804–1867). Od połowy XIX w. zaczęło ono tracić wpływy i stabilizację wewnętrzną.
Kluczowe okazały się rozbudzone po Wiośnie Ludów ambicje narodów zamieszkujących ziemie Habsburgów, głównie Węgrów, a także utrata posiadłości we Włoszech (Lombardia) na rzecz Królestwa Sardynii po pokoju w Villafranca w 1859, oraz przegrana w wojnie z Prusami w 1866. Konsekwencją przegranej wojny wycofanie się Austrii z polityki niemieckiej (rozwiązanie Związku Niemieckiego i utworzenie Związku Północnoniemieckiego, oba wydarzenia w 1866 r.), co umożliwiło w 1871 r. zakończenie jednoczenia Niemiec pod przewodnictwem Królestwa Prus i powołanie Cesarstwa Niemieckiego. Cesarstwo Austrii utraciło na rzecz Królestwa Włoch  Wenecję (należącą do Austrii od 1815).
Przywódcy węgierscy domagali się od cesarza, by ten koronował się również na króla Węgier (co Franciszek Józef uczynił w czerwcu 1867) i potwierdził dawne przywileje, jakimi cieszyły się Kraje Korony Świętego Stefana. Z drugiej strony domagali się ustanowienia w Budapeszcie osobnego parlamentu, jednak z zachowaniem kontroli nad mniejszościami narodowymi (zwłaszcza Rumunami, Słowakami, Chorwatami i Rusinami).
Aby w ramach obowiązującego prawa zmienić Austrię w Austro-Węgry, cesarz potrzebował zgody Rady Państwa, obsadzanej w drodze wyborów pośrednich przez sejmy krajowe, które wysyłały do Rady Państwa swoje delegacje. Obawiając się, że przekształcenie państwa zwiększy przewagę Austrii nad narodami słowiańskimi, sejmy czeski, morawski i kraiński nie wysłały do Rady swoich przedstawicieli. W związku z tym decydujący głos w sprawie utworzenia nowego państwa należał do Galicji. Sejm galicyjski początkowo chciał się również powstrzymać, ale zagrożony nowymi wyborami, które zwiększyłyby liczbę posłów chłopskich przychylnych rządowi w Wiedniu, 2 marca 1867 wysłał delegację do Rady Państwa. Delegacja ta, w zamian za dodatkowe uprawnienia w dziedzinie języka polskiego i oświaty, zagłosowała za ugodą węgierską.

## Konflikty wewnętrzne

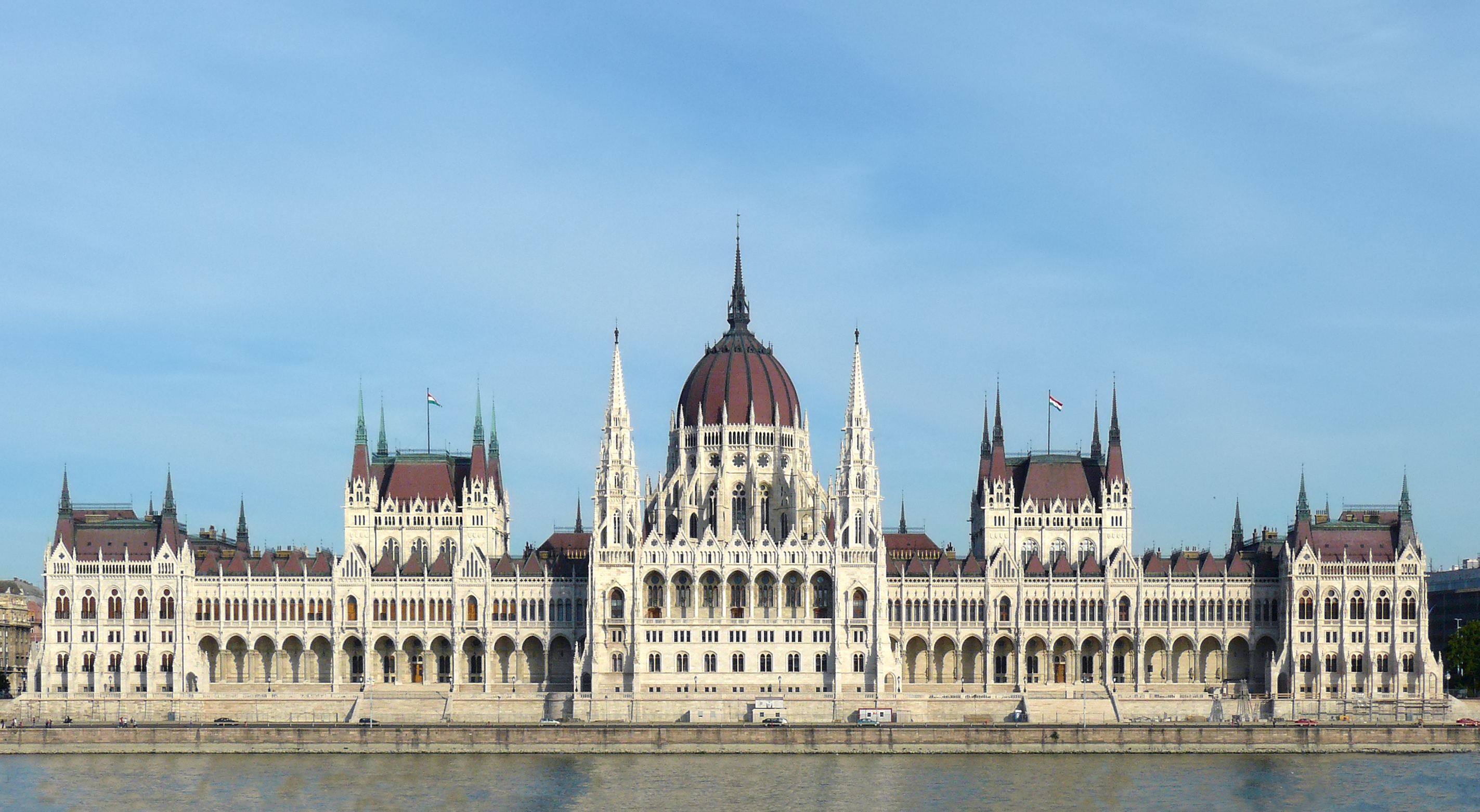
Parlament w Budapeszcie

### Konflikty austriacko-węgierskie
Podstawową kwestią szeroko dyskutowaną po ustanowieniu monarchii dualistycznej były sprawy finansowe. Zgodnie z Kompromisem z 1867, sprawy podatków, ceł, taryf i procentów dochodu odprowadzanych do wspólnej kasy miały być renegocjowane co 10 lat. Kością niezgody między Austriakami a Węgrami stało się interpretowanie umowy w kontekście jej przedłużania. Austriacy sądzili, że co 10 lat będzie się jedynie rozsądzać różnice i spory powstałe w trakcie funkcjonowania unii. Węgierska arystokracja rozumiała pod pojęciem „renegocjacji” rozpoczęcie całego procesu od początku, tak by móc uzyskać nowe przywileje dla ziem Korony św. Stefana. Najwyższą temperaturę spory osiągnęły w połowie pierwszej dekady XX w. Poza kwestiami finansowymi, problemem stał się język komendy używany w jednostkach wojskowych (do tej pory nawet w dywizjach rekrutowanych na terenach węgierskich obowiązywał język niemiecki). Natomiast w jednostkach drugiej linii (obrony krajowej) obowiązywały już dwa języki. W austriackiej części państwa istniała Landwehra (pol. Obrona Krajowa, potocznie zwana „drewnianym wojskiem”, gdyż podczas ćwiczeń posługiwała się atrapami karabinów), gdzie językiem dowodzenia był niemiecki. Natomiast w węgierskiej części państwa podobne formacje zwane „honwedami” (Honved) używały języka węgierskiego. Wyjątkiem było autonomiczne Królestwo Chorwacji i Slawonii (formalnie nawet Trójjedyne Królestwo Chorwacji, Slawonii i Dalmacji, gdyż takiej nazwy używano oficjalnie w Zagrzebiu, mimo iż Dalmacja należała do Przedlitawii – gdzie do 1914 roku komenda była w języku krajowym, czyli serbsko-chorwackim). Kryzys zażegnano w październiku 1907, przedłużając działanie poprzedniej umowy. Węgrzy ustąpili w kwestii wyodrębnienia języka komendy dla projektowanej osobnej armii węgierskiej, gdyż Franciszek Józef zagroził wprowadzeniem zasady powszechnego głosowania na terytorium Zalitawii, co odebrałoby Madziarom większość w sejmie węgierskim. Nie rozwiązało to jednak problemu spadku poparcia dla podstaw istnienia CK Monarchii. Pomimo to zwolennicy oderwania się od Austrii stanowili na Węgrzech znikomą mniejszość. Rządząca na Węgrzech arystokracja widziała w silnych związkach z Wiedniem (a potem i z Berlinem) nie tylko skuteczny środek do obrony własnego stanu posiadania, a także ochronę przed ewentualnymi powstaniami mniejszości narodowych stanowiących połowę mieszkańców kraju. Ponadto niebagatelną rolę w umacnianiu monarchii odgrywał czynnik ekonomiczny, gdyż większość eksportu węgierskiego szła właśnie do Austrii.

### Kwestie narodowościowe
Niemcy
     Węgrzy
     Czesi
     Słowacy
     Polacy
     Ukraińcy
     Słoweńcy
     Chorwaci i Serbowie
     Rumuni
     Włosi

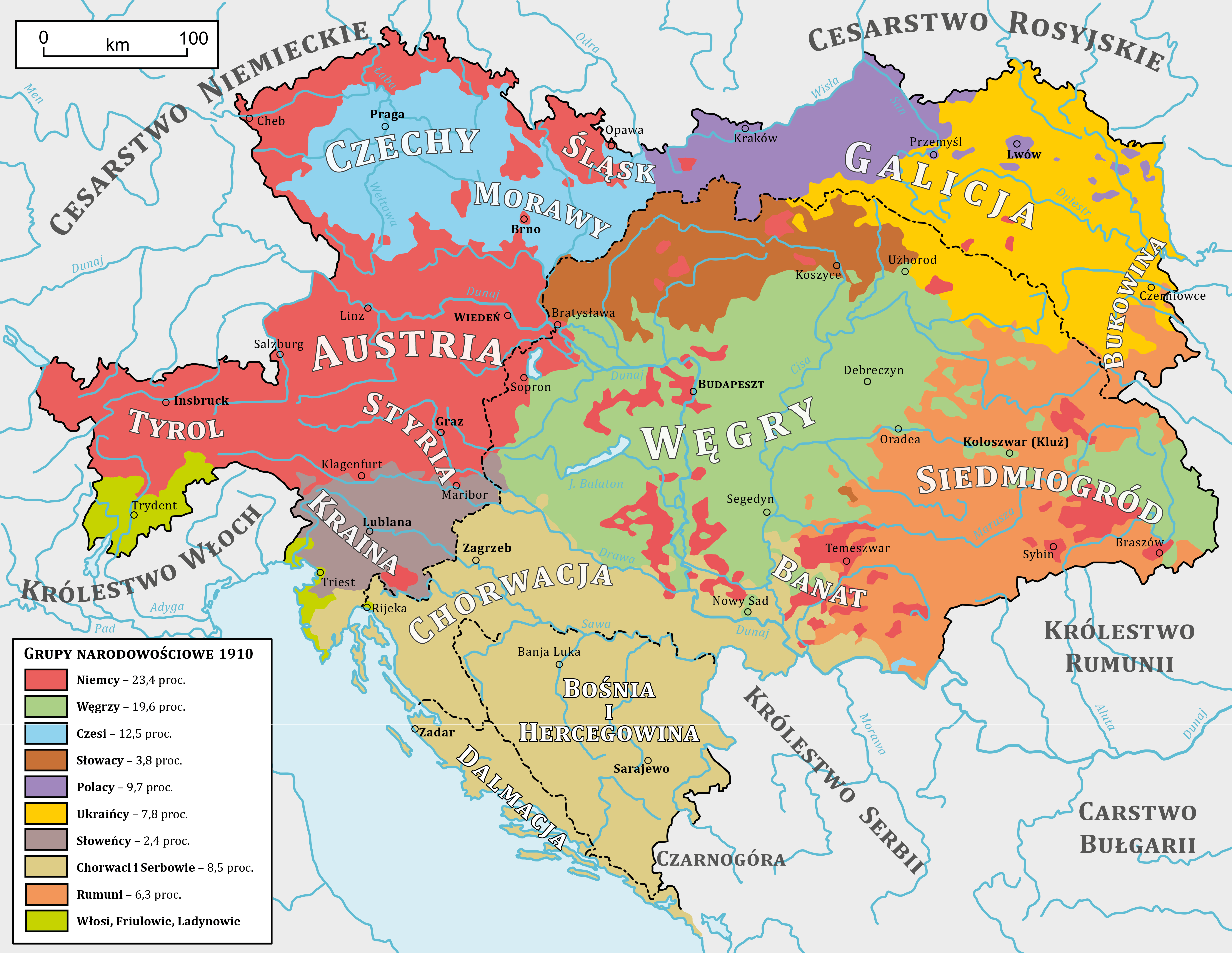
Niemcy
Węgrzy
Czesi
Słowacy
Polacy
Ukraińcy
Słoweńcy
Chorwaci i Serbowie
Rumuni
Włosi

W 1900 roku liczba ludności Austro-Węgier wynosiła 45,5 mln. Najważniejsze grupy narodowościowe zamieszkujące kraje Monarchii stanowiły mniejszość w stosunku do całości populacji: Niemcy stanowili około 36% ludności Przedlitawii, a Węgrzy – około 50% ludności Zalitawii.
Wzmagało to żądania większego wpływu na losy państwa ze strony pozostałych narodów zachodniej części imperium: Czechów zamieszkujących Czechy i Morawy, Polaków stanowiących wraz z Ukraińcami większość w Galicji, Słoweńców zamieszkujących Krainę, Karyntię i Południową Styrię oraz Chorwatów stanowiących większość na półwyspie Istria i w Ilirii.
| Skład narodowościowy Austro-Węgier | Skład narodowościowy Austro-Węgier |
| ---------------------------------- | ---------------------------------- |
| Niemcy                             | 24%                                |
| Węgrzy                             | 20%                                |
| Czesi                              | 13%                                |
| Polacy                             | 10%                                |
| Rusini/Ukraińcy                    | 8%                                 |
| Rumuni                             | 6%                                 |
| Chorwaci                           | 5%                                 |
| Słowacy                            | 4%                                 |
| Serbowie                           | 4%                                 |
| Słoweńcy                           | 3%                                 |
| Włosi                              | 3%                                 |

Podobnego poszerzenia praw domagały się narody znajdujące się pod rządami parlamentu w Budapeszcie. Rumuni stanowiący najliczniejszą grupę mieszkańców Transylwanii i Banatu, Słowacy uważani przez sporą część Węgrów za swych zeslawizowanych współbraci, Serbowie i Chorwaci w Dalmacji, Chorwacji i Wojwodinie. Napięcia wewnętrzne zwiększały także dążenia Serbów i Rumunów do połączenia się z nowo powstałymi (w 1878) Serbią i Rumunią.
Parlament węgierski generalnie starał się unikać kompromisów z mniejszościami narodowymi. Ograniczoną autonomię udało się wywalczyć jedynie Królestwu Chorwacji w 1868 r.
Cesarska i królewska część państwa różniły się zasadniczo pod względem poglądów na politykę narodowościową, a – co za tym idzie – także na politykę zagraniczną. Węgrzy niechętnie patrzyli na plany włączenia do swojej części państwa terytoriów, które mogłyby jeszcze bardziej zaburzyć stosunki narodowościowe na ich niekorzyść. Dotyczyło to zwłaszcza sporu z Turcją o tereny dzisiejszej Bośni, Serbii i Rumunii. Kompromis udało się osiągnąć dopiero po podpisaniu w październiku 1879 sojuszu niemiecko-austriackiego. Wprawdzie groził on Węgrom w przypadku wojny przyłączeniem dalszych terenów na wschodzie, jednak był postrzegany przede wszystkim jako sojusz obronny przeciwko Rosji, uważanej za największe zagrożenie.
Po kongresie berlińskim w 1878 roku Austro-Węgry rozpoczęły okupację Bośni i Hercegowiny, którą oficjalnie anektowano w 1908 r. Na skutek protestów węgierskich nowe terytorium nie zostało formalnie włączone pod jurysdykcję żadnej z części Monarchii habsburskiej. Zarząd nad nim sprawowało bezpośrednio ministerstwo finansów. Ta sytuacja rozbudziła w Chorwatach nadzieję na połączenie Bośni z ich ziemiami i włączenie nowo powstałego królestwa Słowian południowych jako trzeciej części składowej Austro-Węgier.
Na podobne ustępstwa ze strony Wiednia liczyli także Czesi i Polacy.

## Miasta Austro-Węgier

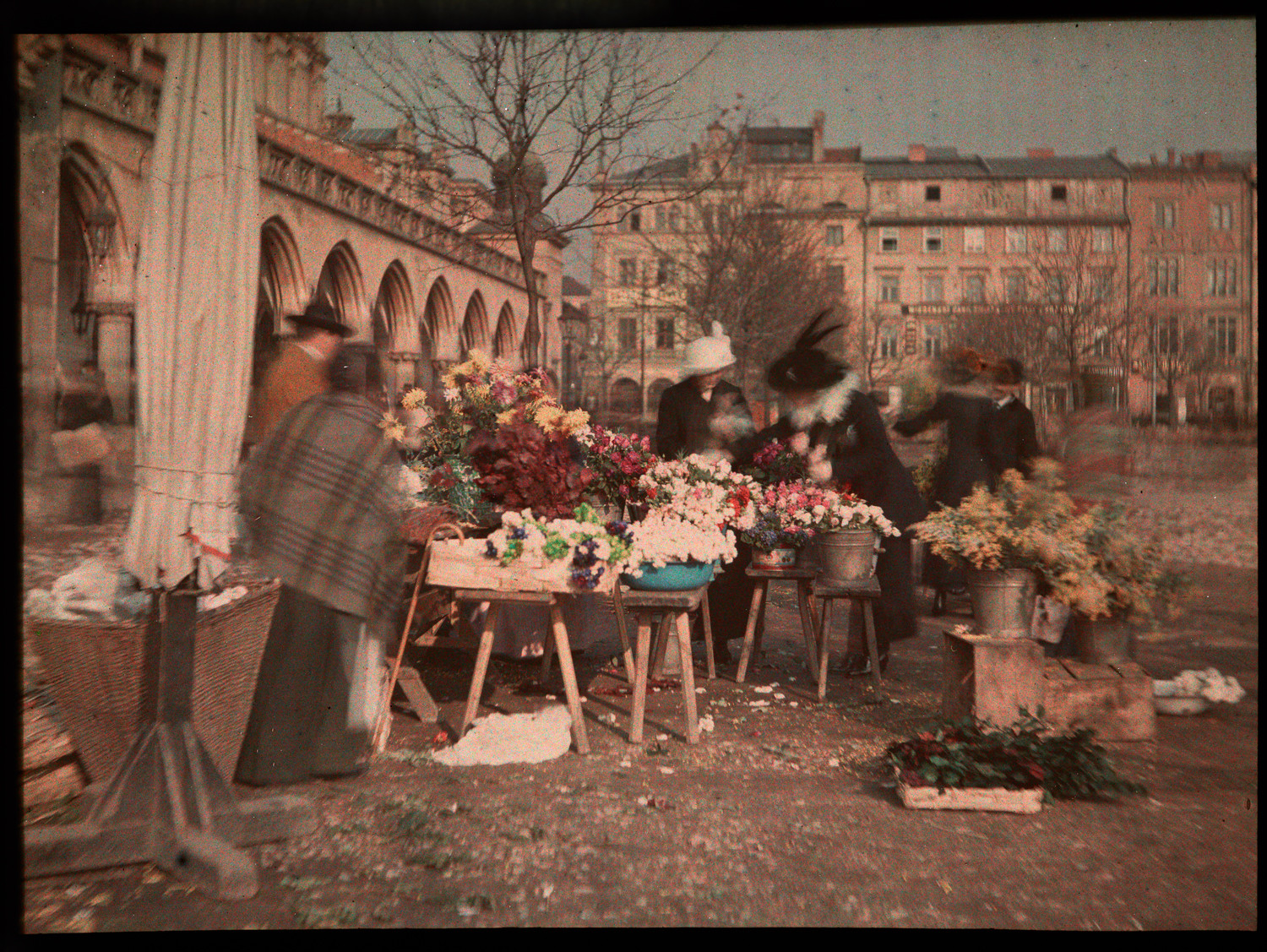
Kraków był szóstym co do wielkości miastem Austro-Węgier, autochrom z 1915

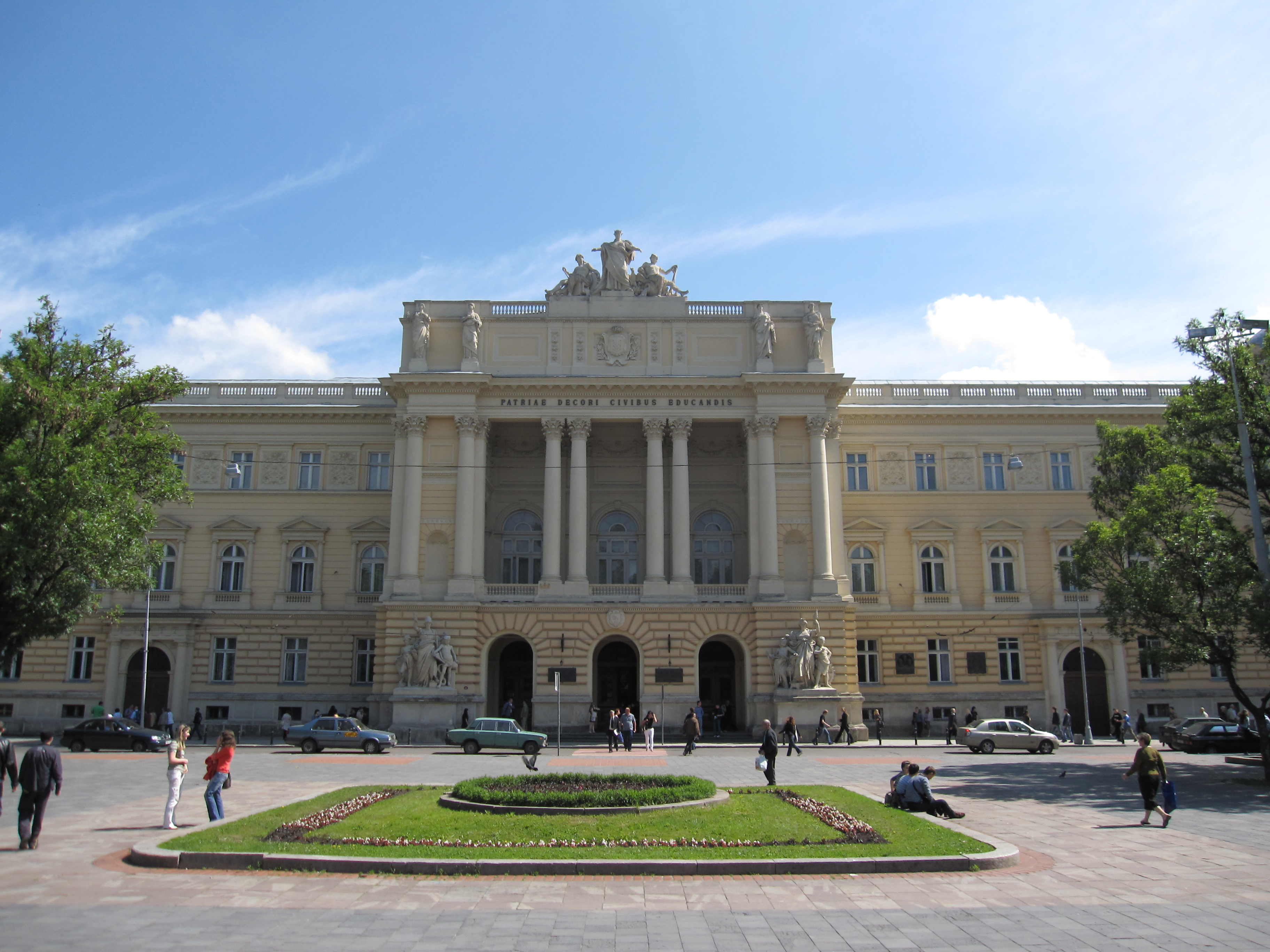
Sejm Krajowy Galicji we Lwowie, obecnie Uniwersytet Lwowski

Największe miasta Monarchii Austro-Węgierskiej, według stanu na 1910 rok i ich współczesna przynależność państwowa.
|     | Miasto               | Liczba mieszkańców w 1910 | Współczesna przynależność |
| --- | -------------------- | ------------------------- | ------------------------- |
| 1.  | Wiedeń               | 2 031 498                 | Austria                   |
| 2.  | Budapeszt            | 880 371                   | Węgry                     |
| 3.  | Triest               | 229 510                   | Włochy                    |
| 4.  | Praga                | 223 741                   | Czechy                    |
| 5.  | Lwów                 | 206 113                   | Ukraina                   |
| 6.  | Kraków               | 176 463, 151 886          | Polska                    |
| 7.  | Graz                 | 151 781                   | Austria                   |
| 8.  | Brno                 | 125 737                   | Czechy                    |
| 9.  | Segedyn              | 118 328                   | Węgry                     |
| 10. | Subotica             | 94 610                    | Serbia                    |
| 11. | Debreczyn            | 92 729                    | Węgry                     |
| 12. | Pilzno               | 80 445, 80 343            | Czechy                    |
| 13. | Zagrzeb              | 79 038                    | Chorwacja                 |
| 14. | Bratysława           | 78 223                    | Słowacja                  |
| 15. | Vinohrady            | 77 120                    | Czechy                    |
| 16. | Timișoara            | 72 555                    | Rumunia                   |
| 17. | Žižkov               | 72 173                    | Czechy                    |
| 18. | Pula                 | 70 948, 70 499            | Chorwacja                 |
| 19. | Linz                 | 70 756, 67 817            | Austria                   |
| 20. | Kecskemét            | 66 834                    | Węgry                     |
| 21. | Oradea               | 64 169                    | Rumunia                   |
| 22. | Arad                 | 63 166                    | Rumunia                   |
| 23. | Czerniowce           | 62 945, 87 128            | Ukraina                   |
| 24. | Hódmezővásárhely     | 62 445                    | Węgry                     |
| 25. | Kluż-Napoka          | 60 808                    | Rumunia                   |
| 26. | Sarajewo             | 57 039                    | Bośnia i Hercegowina      |
| 27. | Újpest               | 55 197                    | Węgry                     |
| 28. | Przemyśl             | 54 078, 54 562            | Polska                    |
| 29. | Innsbruck            | 53 194                    | Austria                   |
| 30. | Smíchov              | 51 791                    | Czechy                    |
| 31. | Miszkolc             | 51 459                    | Węgry                     |
| 32. | Pecz                 | 49 822                    | Węgry                     |
| 33. | Rijeka               | 49 806                    | Chorwacja                 |
| 34. | Lublana              | 46 630, 41 727            | Słowenia                  |
| 35. | Czeskie Budziejowice | 44 538                    | Czechy                    |
| 36. | Győr                 | 44 300                    | Węgry                     |
| 37. | Koszyce              | 44 211                    | Słowacja                  |
| 38. | Kołomyja             | 42 830                    | Ukraina                   |
| 39. | Békéscsaba           | 42 599                    | Węgry                     |
| 40. | Braszów              | 41 056                    | Rumunia                   |
| 41. | Uście nad Łabą       | 39 301                    | Czechy                    |
| 42. | Nyíregyháza          | 38 198                    | Węgry                     |
| 43. | Morawska Ostrawa     | 36 754                    | Czechy                    |
| 44. | Tarnów               | 36 731                    | Polska                    |
| 45. | Székesfehérvár       | 36 625                    | Węgry                     |
| 46. | Liberec              | 36 350                    | Czechy                    |
| 47. | Salzburg             | 36 188                    | Austria                   |
| 48. | Kiskunfélegyháza     | 34 924                    | Węgry                     |
| 49. | Makó                 | 34 918                    | Węgry                     |
| 50. | Satu Mare            | 34 892                    | Rumunia                   |

## Religia i wyznawcy

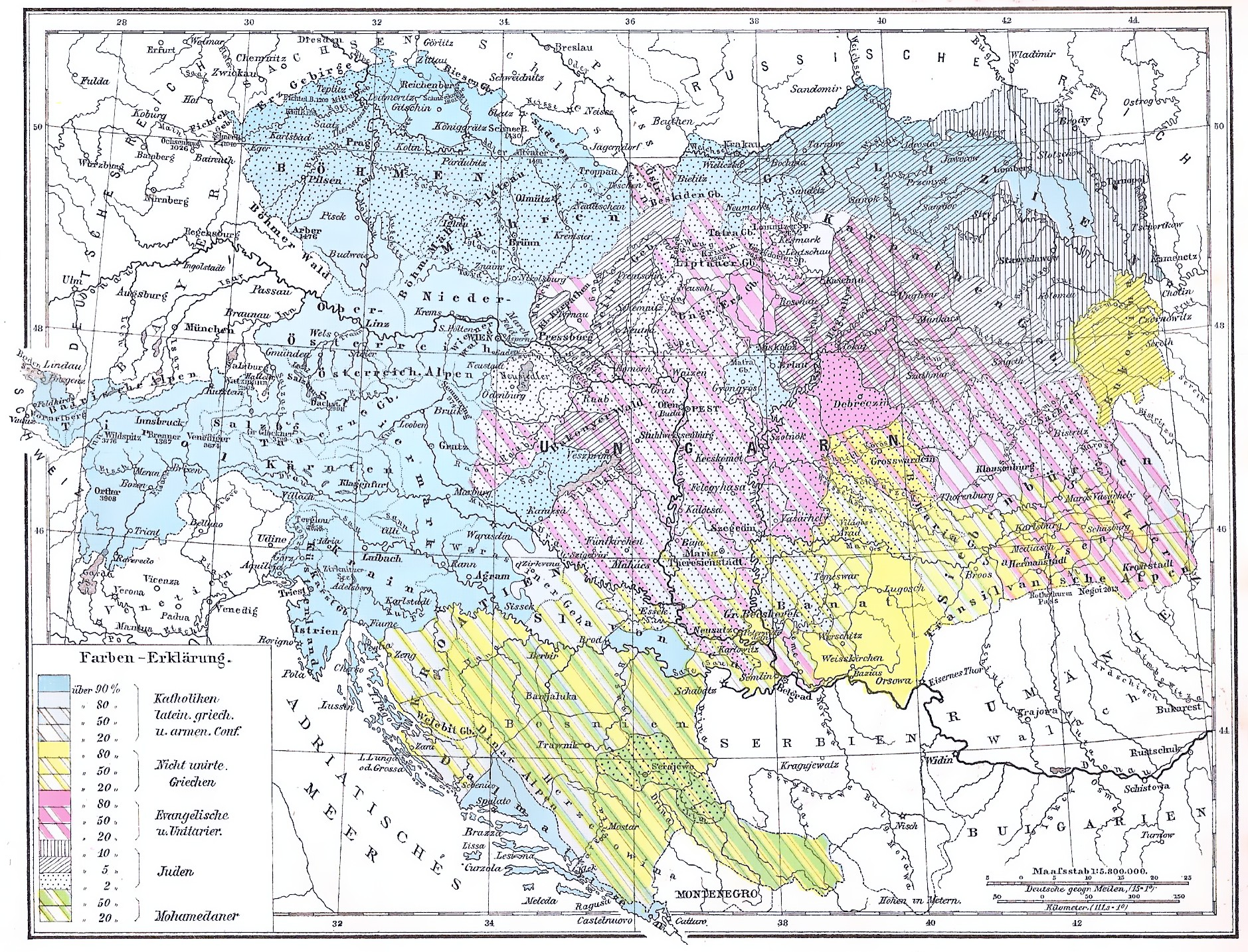
Mapa wyznań Austro-Węgier według Andrees Allgemeiner Handatlas z 1910

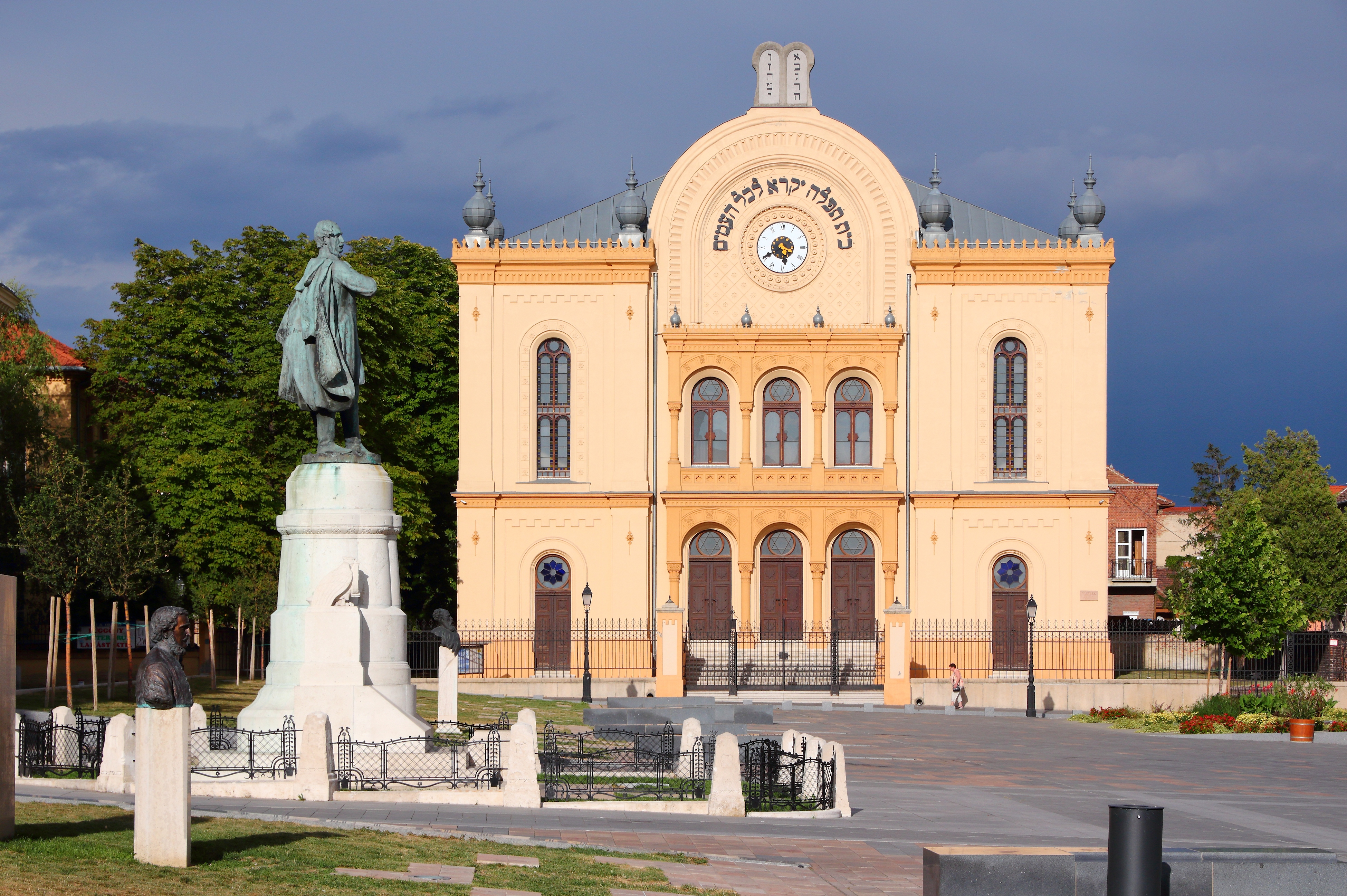
Wielka Synagoga w Peczu

| Religia/Wyznanie                | Austro-Węgry (razem) | Cesarstwo Austriackie | Królestwo Węgierskie | Bośnia i Hercegowina |
| ------------------------------- | -------------------- | --------------------- | -------------------- | -------------------- |
| Katolicy (wszystkich obrządków) | 76,6%                | 90,9%                 | 61,8%                | 22,9%                |
| Protestanci                     | 8,9%                 | 2,1%                  | 19,0%                | 0%                   |
| Prawosławni                     | 8,7%                 | 2,3%                  | 14,3%                | 43,5%                |
| Żydzi                           | 4,4%                 | 4,7%                  | 4,9%                 | 0,6%                 |
| Muzułmanie                      | 1,3%                 | 0%                    | 0%                   | 32,7%                |

## Gospodarka

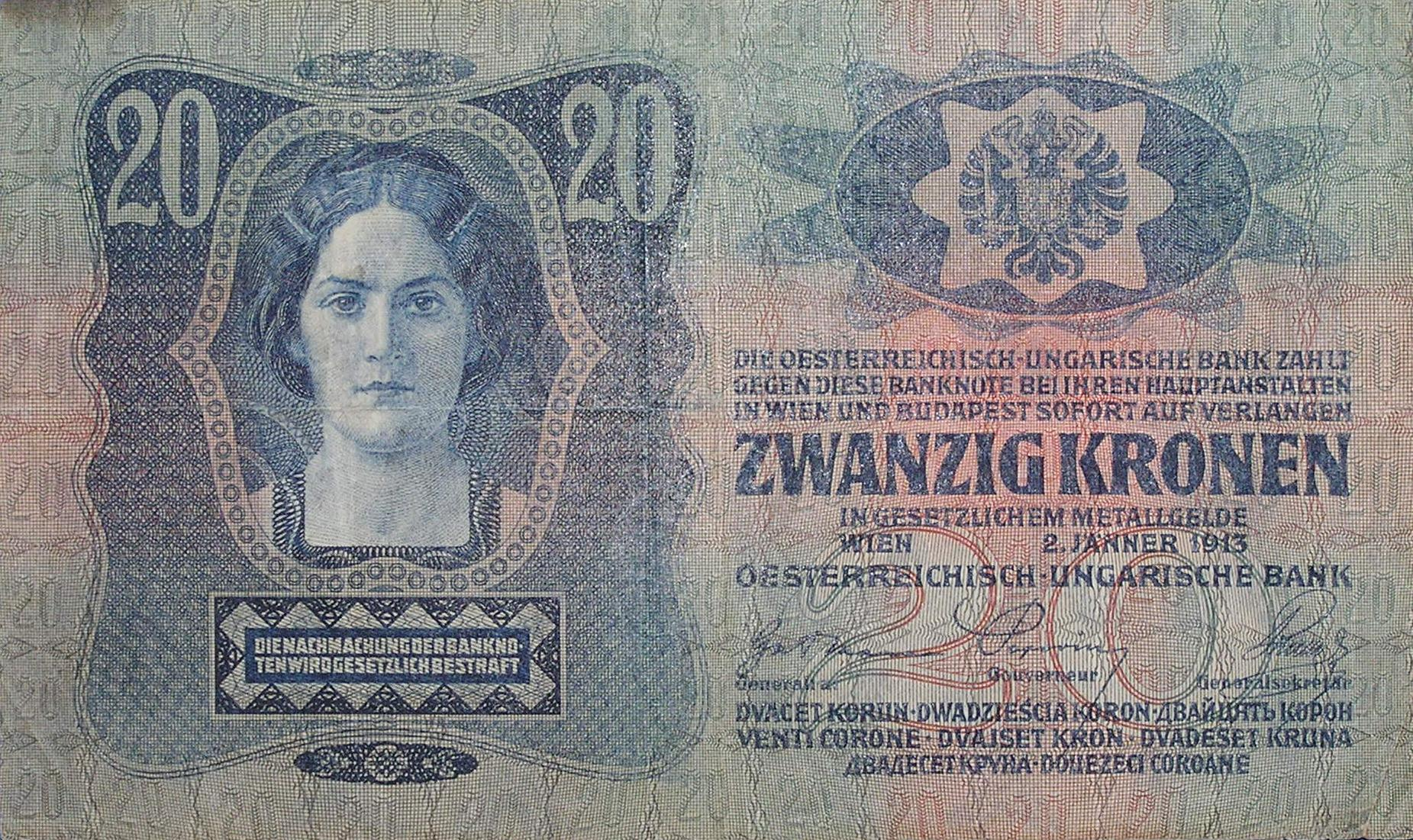
Banknot 20 koron z 1913 roku z napisami w językach narodów wchodzących w skład Austro-Węgier: niemieckim, czeskim, polskim, ukraińskim, włoskim, słoweńskim, chorwackim, rumuńskim oraz węgierskim

Pod względem gospodarczym monarchia austro-węgierska była dużo słabsza niż niemiecka. Ponad połowa obywateli utrzymywała się z rolnictwa (na przełomie XIX i XX wieku). W latach 1870–1910 potencjał przemysłowy kraju wzrósł ponad trzykrotnie. Dochody państwa w latach 1867–1910 wzrosły czterokrotnie. Gospodarka funkcjonowała na dość liberalnych zasadach, choć nierzadko forsowano politykę protekcjonistyczną.
Przemysł skupiony był przede wszystkim w Austrii i w Czechach, które były jednocześnie najbogatsze. Reszta kraju zajmowała się przede wszystkim produkcją żywności i wydobywaniem surowców. Austro-Węgry miały 3. miejsce na świecie pod względem wydobycia ropy naftowej. Poza tym na terenie monarchii wydobywano dużo gazu ziemnego, rudy żelaza, srebra i złota. Szybko (szczególnie na Węgrzech, w Czechach i Galicji) rozwijał się przemysł hutniczy – w latach 1880–1910 produkcja stali i żelaza wzrosła ponad czterokrotnie. W Austrii i Czechach najważniejszą rolę odgrywał przemysł – przede wszystkim maszynowy, elektrotechniczny, metalurgiczny, chemiczny i lekki. W tych rejonach kraju najszybciej postępowała urbanizacja.
Austro-Węgry miały bardzo sprawny system komunikacyjny. Stosunek długości linii kolejowych do wielkości państwa plasował ten kraj na 4. miejscu w Europie – po Imperium Brytyjskim, Rzeszy Niemieckiej i Francji.

### System miar
W Austrii dziesiętny system metryczny wprowadzono w 1871, a na Węgrzech w 1874. Obowiązywał ruch lewostronny.

## Wojsko
Lądowe siły zbrojne Austro-Węgier składały się z jednostek wspólnych, cesarskich i królewskich, cesarsko-królewskiej obrony krajowej Przedlitawii, węgierskich honwedów oraz pospolitego ruszenia. Obok lądowych sił zbrojnych istniała też cesarsko-królewska Marynarka Wojenna.
Austro-Węgry wprowadziły powszechną służbę wojskową jako drugi kraj na świecie (po Prusach), w roku 1866.

## I wojna światowa

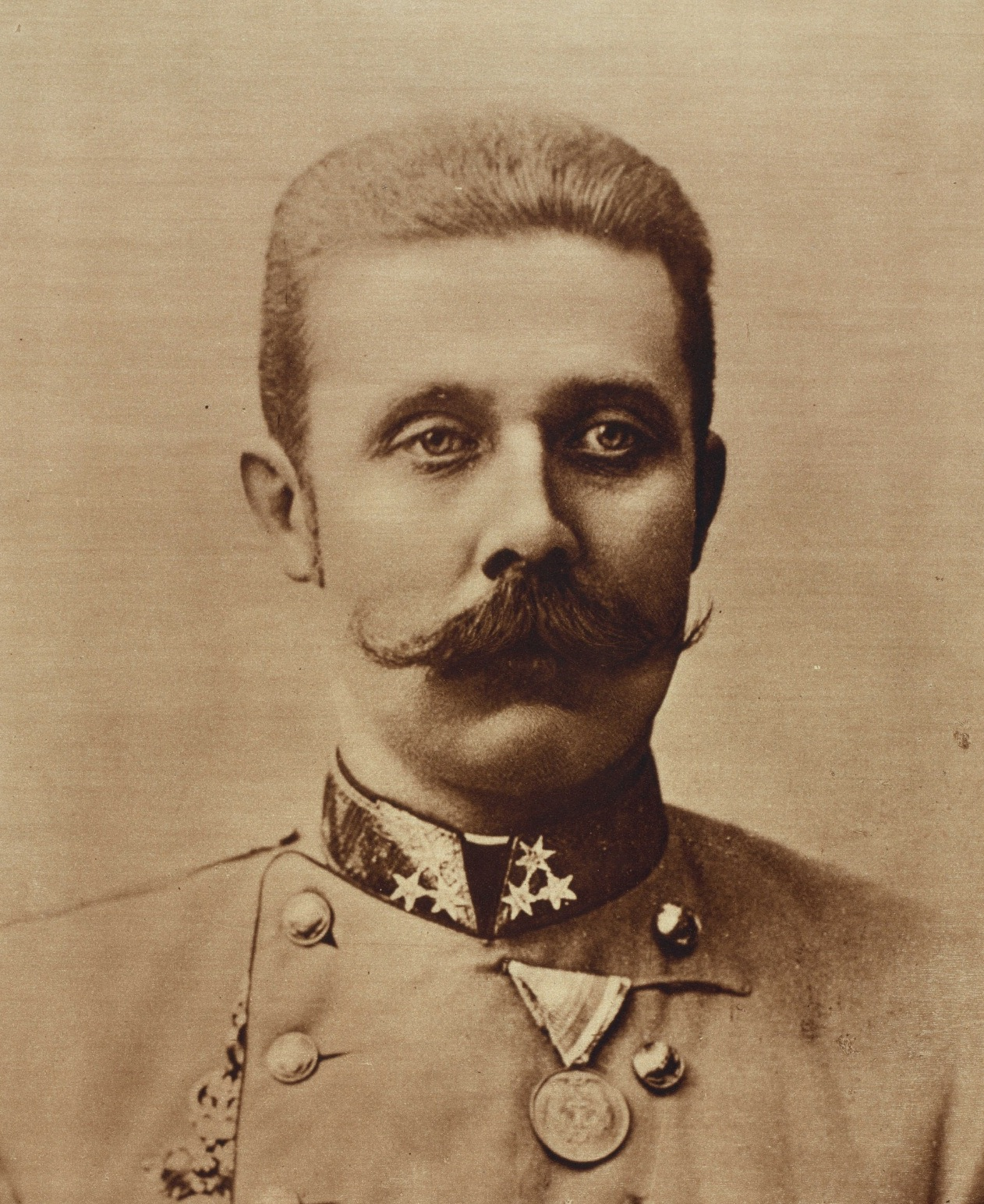
Franciszek Ferdynand

### Przyczyna
Planów monarchii trialistycznej nie udało się zrealizować. 28 czerwca 1914 austriacki następca tronu arcyksiążę Franciszek Ferdynand został zamordowany podczas wizyty w Sarajewie. Zamachu dokonała nacjonalistyczna organizacja Serbów bośniackich Młoda Bośnia, silnie związana z serbską organizacją terrorystyczną – Czarną Ręką.
Cesarstwo i królestwo, które straciło wcześniej większość swych posiadłości w północnych Włoszech, stanęło w obliczu groźby utraty części terytoriów zamieszkanych przez Słowian południowych na rzecz Serbii. Cesarz Franciszek Józef, wspierany przez swych niemieckich sojuszników, postanowił uderzyć na Serbię, nim ta zdoła doprowadzić do rewolucji i powstania. Zabójstwo arcyksięcia Franciszka Ferdynanda potraktowano jako wygodny pretekst. Rząd w Belgradzie otrzymał bardzo daleko posunięte ultimatum, które oskarżało Serbię o dawanie schronienia organizacjom terrorystycznym. W ultimatum cesarstwo domagało się, oprócz ukarania winnych morderstwa arcyksięcia, zamknięcia antycesarskich organizacji i publikacji, wyeliminowania antycesarskich książek i nauczycieli ze szkół, czystek podejrzanych oficerów i urzędników państwowych, i udziału reprezentantów Austrii w oficjalnym dochodzeniu.
Gdy serbski parlament po długiej debacie odmówił przystania na żądania Austro-Węgier, oba państwa znalazły się w stanie wojny.
Wydarzenia na linii Wiedeń – Belgrad stały się iskrą zapalną I wojny światowej. Imperium Rosyjskie postanowiło wystąpić w obronie interesów Słowian i zarządziło generalną mobilizację. Jej odwołania zażądały Niemcy, a gdy ich żądania nie zostały spełnione, także to państwo włączyło się do wojny. Wkrótce po stronie Rosji opowiedziały się, związane z nią sojuszem, Francja i Wielka Brytania.

### Działania na frontach
Armia austro-węgierska początkowo odniosła, w czasie ofensywy wyprzedającej, sukcesy w bitwach pod Kraśnikiem i Komarowem, jednak przytłaczająca przewaga liczebna armii rosyjskiej spowodowała konieczność odwrotu po przegranych bitwach na przedpolach Lwowa. Złotymi zgłoskami zapisała się obrona Twierdzy Przemyśl dowodzonej przez gen. Kusmanka. W ciężkich zimowych walkach w Karpatach Wschodnich i w rejonie Przemyśla obie strony poniosły olbrzymie straty. Dość szybko jednak Austro-Węgry przeszły do kontrataku. Po sukcesach niemieckich w Królestwie Polskim i bitwie pod Gorlicami, Austrii udało się odebrać Galicję Wschodnią (w maju 1915), a następnie po bitwie pod Caporetto powstrzymać natarcie Królestwa Włoch. Od czerwca do września 1916 roku C.K. Monarchia otrzymała olbrzymie straty w wyniku rosyjskiej Ofensywy Brusiłowa, która przepchnęła wschodni front ponownie w stronę Wiednia. Zwabiona rosyjskimi sukcesami Rumunia dołączyła do wojny po stronie Ententy.
W końcu, przy pomocy Niemiec, CK Armii udało się zająć praktycznie całą Rumunię, spore połacie Rosji i większą część Serbii, jednak ani pokonanie tej ostatniej, ani doprowadzenie do pokoju z Włochami nie powiodło się.
Zwycięstwa te nie zmieniły zasadniczo sytuacji militarnej Austro-Węgier, które musiały prowadzić wojnę na trzech frontach. Na froncie włoskim obie strony bardzo się wykrwawiały, co wpływało na pogorszenie nastrojów społeczeństwa i, zauważalny we wszystkich uczestniczących w wojnie armiach, spadek morale. Dodatkowo w ostatnich latach wojny coraz wyraźniej widać było zmęczenie wojną wśród wszystkich narodów monarchii, spowodowane pogarszającym się zaopatrzeniem i śmiercią tysięcy mężczyzn w wieku produkcyjnym.

### Klęska i rozpad

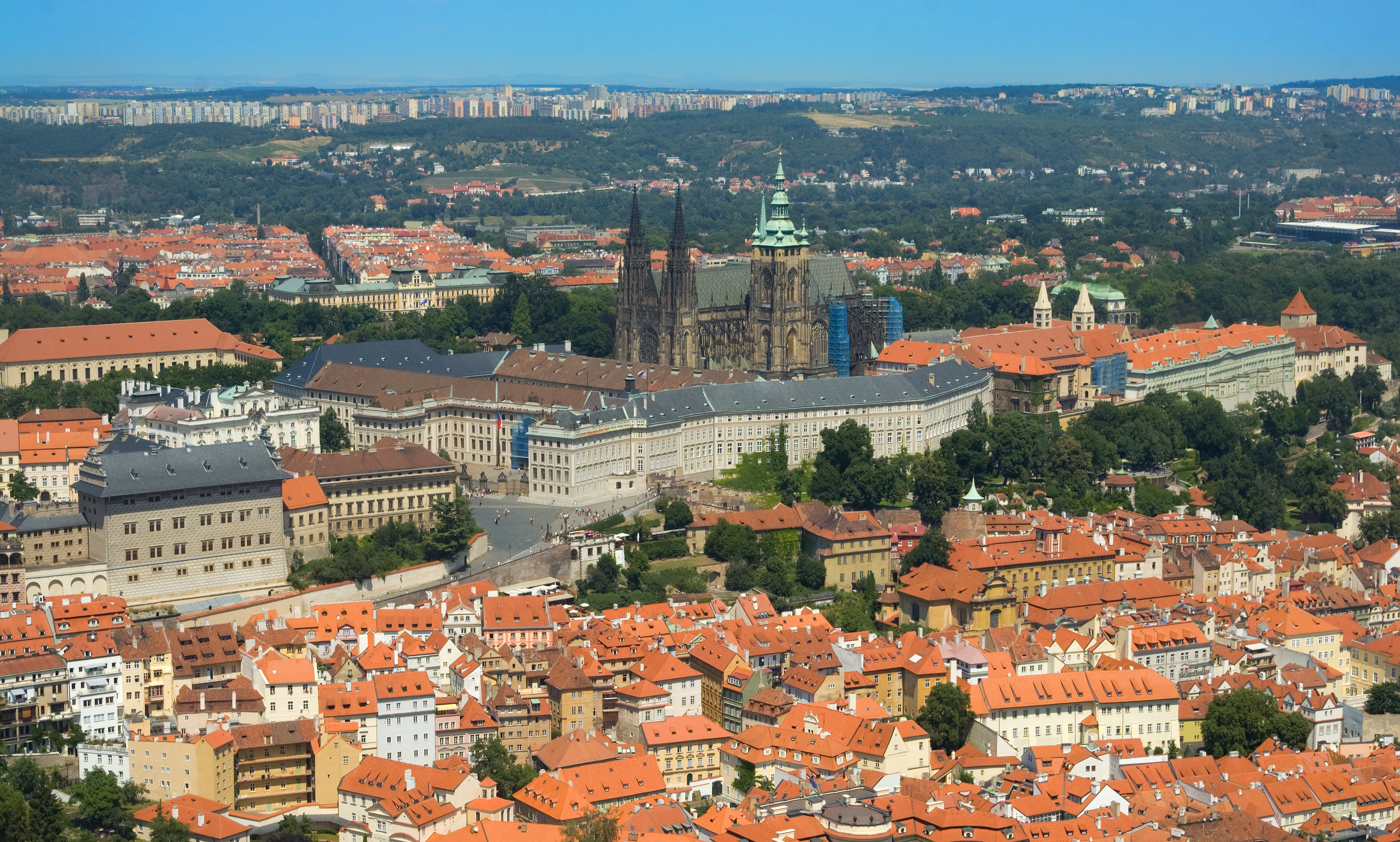
Hradczany

Wysiłek wojenny spowodował znaczne osłabienie autorytetu Monarchii i, w konsekwencji, gwałtowny wzrost nacjonalizmu i ruchów niepodległościowych. Także rozmaite ruchy lewicowe – od socjalistów po komunistów i anarchistów – rozpoczęły coraz aktywniejszą agitację antywojenną. Od października do grudnia 1918 praktycznie na całym terytorium państwa zapanował chaos. W poszczególnych częściach składowych zaczęły powstawać rozmaite rządy tymczasowe i rady robotnicze. Austro-Węgry, mimo relatywnie dobrej pozycji na froncie, rozpadły się od środka. 3 listopada 1918 Sztab Imperialny podpisał z aliantami zawieszenie broni.
Od początku października posłowie reprezentujący poszczególne narody Monarchii deklarowali chęć odłączenia się od metropolii. 16 października 1918 Karol I wydał manifest o utworzeniu luźnej federacji poszczególnych części składowych CK monarchii, jednak było już za późno na gruntowne reformy. 28 października 1918 w Pradze proklamowano niepodległą Czechosłowację. 31 października niepodległość proklamowały Węgry (republiką ogłosiły się dopiero 16 listopada), 1 listopada – Zachodnioukraińska Republika Ludowa. Tego samego dnia władzę w Galicji i polskiej części Śląska Cieszyńskiego przejęła Polska Komisja Likwidacyjna (która jednak odmówiła podporządkowania się władzom Królestwa Polskiego z Warszawy; została rozwiązana w styczniu 1919), a 25 listopada w Galicji Wschodniej Tymczasowy Komitet Rządzący. Transylwania przyłączyła się w następnym roku do Rumunii. Zamieszkane przez Słowian południowych komitaty Królestwa Chorwacji wraz z ziemiami Styrii i Krainy postanowiły zjednoczyć się z Serbią w Królestwo Serbów, Chorwatów i Słoweńców, późniejszą Jugosławię.
14 października rząd zgodził się na warunkową kapitulację na warunkach proponowanych przez prezydenta USA Wilsona, a 3 listopada przerwano działania wojenne. W wyniku wojny zginęło około 1 290 000 obywateli Austro-Węgier. 11 listopada Karol I zrzekł się kierowania państwem (ale nie abdykował). Tak Węgry, jak i Austria stały się republikami, a rodzinę Habsburgów wygnano (przede wszystkim z powodu braku zgody Karola I na oficjalną abdykację). Zamęt komunistyczny, interwencja rumuńska (1919) oraz wzrost poparcia dla monarchistów doprowadziły w marcu 1920 roku na Węgrzech do ponownego uznania kraju za monarchię, jednak tron był obsadzony nie przez króla, a przez regenta Miklósa Horthyego.
Ostatni cesarz Austrii i król Węgier, Karol I próbował odzyskać władzę w Budapeszcie, jednak jego plany nie powiodły się i został on wygnany w październiku na Maderę, gdzie w 1922 zmarł na zapalenie płuc.

## Dziedzictwo CK Monarchii

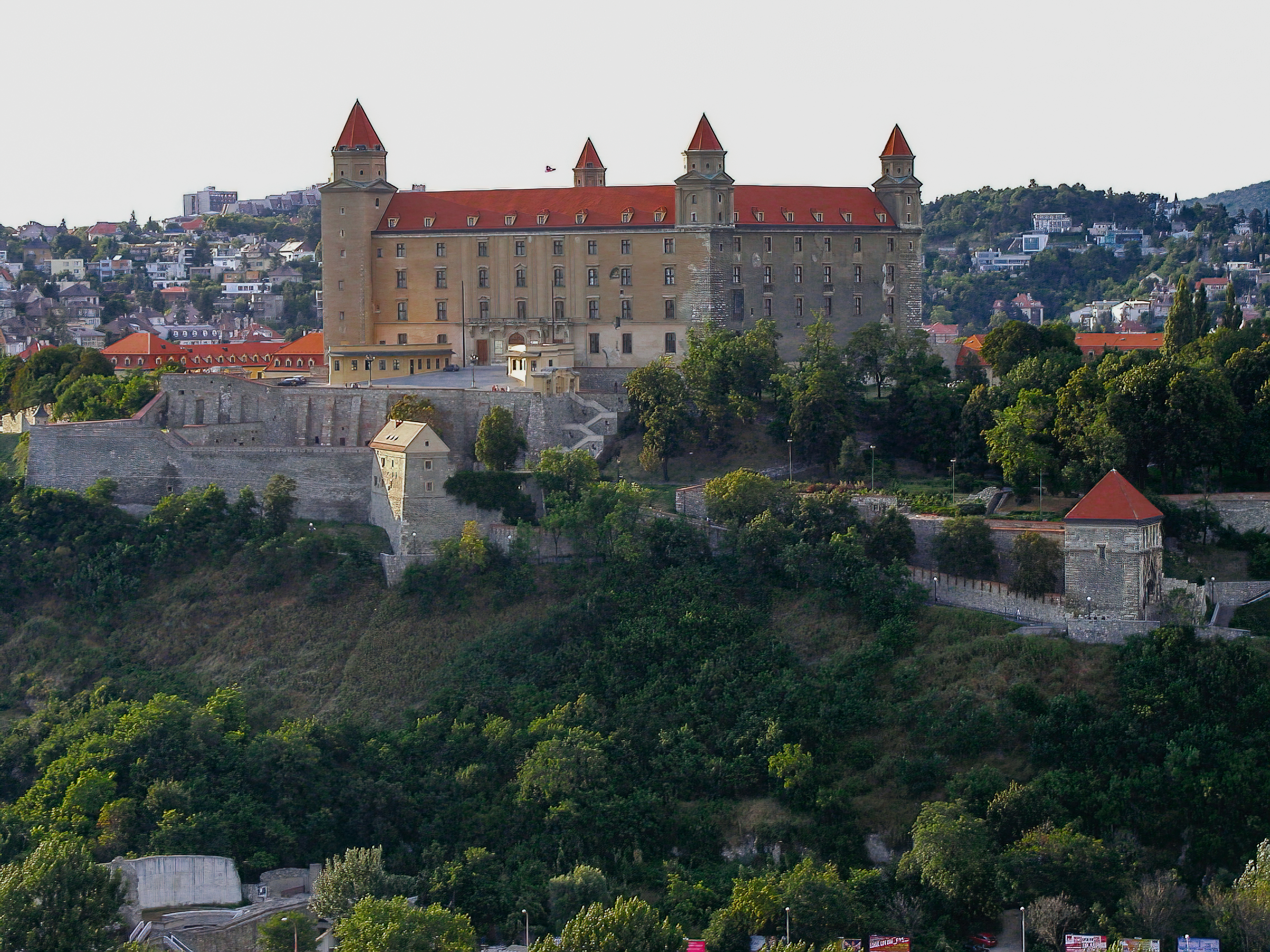
Zamek Bratysławski

Stosunek do Austro-Węgier zmieniał się na przestrzeni dziejów. W początku XX wieku przeważały opinie, że jest to kraj zacofany i rządzony despotycznie. Jednak późniejsze problemy Europy Środkowej, jak bałkanizacja, konflikty narodowościowe (tak w okresie międzywojennym, jak i pod koniec wieku) czy dominacja sowiecka nad całym prawie obszarem dawnego cesarstwa po II wojnie światowej, przyczyniły się do poprawy jego wizerunku. Pamięta się, że praktycznie od 1867 roku w Austro-Węgrzech funkcjonował system parlamentarny, a mieszkańcy korzystali z szerokich wolności i praw osobistych. W dodatku narody zamieszkujące austriacką część państwa mogły rozwijać swoją własną kulturę (pod warunkiem dochowania lojalności dynastii). W Krakowie, będącym szóstym co do wielkości mieście imperium, austriackie władze zezwoliły na używanie języka polskiego na Uniwersytecie Jagiellońskim w 1870 roku.